# Ден Барретт
Ден Барретт (нар. 16 березня 1980) — американський музикант із Гластонбері, штат Коннектикут. Учасник рок-дуету Have a Nice Life. Крім цього, він випускав сольні роботи переважно під іменами Giles Corey і Black Wing, а також брав участь у різних гуртах, які недовго існували. У 2003 році він заснував звукозаписний лейбл Enemies List Home Recordings.

## Музична кар'єра

### Have a Nice Life
Барретт складає половину дуету Have a Nice Life у жанрі індустріального пост-панку та шугейзингу, який він створив разом з Тімом Макугою у 2000 році.

### Giles Corey

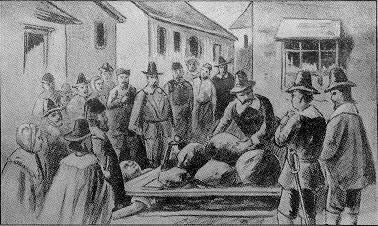
Страта Джайлза Корі, фермера 17-го століття, від імені якого походить назва проєкту

Giles Corey був першим головним сольним проєктом Барретта. Він починався як вихід для музики кантрі, але поступово та додатково надихався народною музикою. Барретт сказав, що на музику, серед інших, вплинули виконавці кантрі-пісні Генк Вільямс, Джонні Кеш і Мерл Хаггард. Проєкт отримав назву від імені Джайлза Корі, англійського фермера, звинуваченого у чаклунстві під час судового процесу над відьмами в Салемі та страченого шляхом пресування. Барретт обрав його тезкою, оскільки він демонстрував «аморальність страти», особливо peine forte et dure. Барретт каже про Корі: «Він змусив їх убити його. Він зробив це потворним». Ця зацикленість на смерті виникла після річного періоду, протягом якого Барретт обмірковував і намагався покінчити життя самогубством.
На ранніх стадіях проєкту Giles Corey він сам наклав обмеження на те, які інструменти будуть використані. Однак із розвитком дебютного альбому, однойменного Giles Corey (2011), ці обмеження зникли. Альбом спирається на філософію та паранормальні явища, які Барретт досліджував, щоб теоретизувати досвід смерті протягом свого депресивного року. Хоча його не переконала ідея загробного життя, він цінує її символізм: у розмові зі Scene Point Blank Барретт сказав: «Я не вірю в справжнє загробне життя, але я вважаю, що образ і символіка потойбічного життя описує смерть у спосіб, який промовляє до людей, включаючи мене». Незважаючи на те, що альбом зосереджений на концепції смерті, він виступає проти того, щоб це був концептуальний альбом: «Мені не дуже подобається термін „концептуальний альбом“, оскільки він просто звучить банально».
Альбом Giles Corey був випущений 1 березня 2011 і отримав схвальні відгуки критиків. За словами Рея Фінлейсона з Beats Per Minute, «жодні слова чи описи не зможуть повністю підготувати вас до тієї несамовитої емоційної сили, яку мають ці треки». Альбом був випущений разом із книгою, яка містила докладніші відомості про вплив на альбом, а також про інші прозові твори: Stereogum описав його як «етіологію самогубства, посібник із самозадушення, роман у віршах, вигадану біографію лідера культу, фотоісторія у стилі Зебальда та ін.». Сам Барретт просував його як «дуже особистий, інтимний портрет депресії». Ця книга була частково продовженням того, що супроводжувало альбом Have a Nice Life Deathconsciousness.
У продовження проєкту Giles Corey Барретт випустив Deconstructionist 25 серпня 2012 року. Реліз складався з трьох треків, які загалом охопили понад півтори години виконання. В офіційних джерелах Deconstructionist вважається альбомом, а автор Wired Філл Кемерон назвав його мініальбомом (EP). Під час створення Deconstructionalist Барретт був натхненний «традиційним ритуальним трансом» і тому описав реліз як «створений для викликання трансу, станів одержимості та позатілесних переживань». Музично реліз складається з бінауральних ритмів. Кемерон описав це як «бентежний шум», який відчувається «майже самотнім; кожен звук лунає, наче у величезному просторі, а постійний тиск електронних ритмів додає музиці відчуття відчайдушної нагальності. Це викликає тривогу та дискомфорт». Як і його попередні релізи, Deconstructionalist також супроводжувався книгою.
Після цих альбомів Барретт випустив один мініальбом і один концертний альбом під псевдонімом Giles Corey. EP під назвою Hinterkaifeck вийшов 21 лютого 2013 року, а концертний альбом Live in the Middle of Nowhere вийшов 27 лютого 2013 року. Концертний альбом був записаний під час концерту на складі Enemies List Home Recordings у Мерідені, штат Коннектикут.
Giles Corey мав виступити на фестивалі Roadburn у Тілбурзі, Нідерланди, у 2021 році, але подію було скасовано через місцеві карантинні заходи у відповідь на пандемію COVID-19. Зрештою, Giles Corey не виступав до Roadburn 2023.

### Black Wing
Black Wing – другий сольний проєкт Барретта. Музика класифікується в електронних піджанрах, хоча зберігає похмурі та темні риси, присутні в його творчості як Giles Corey та Have a Nice Life. Незважаючи на те, що основні жанри відрізняються від жанрів його попередніх проєктів, Баррет все ж відзначає схожість: «Є певні речі, на які я можу вказати як на досить показові для мого естетичного відчуття, маленькі відбитки пальців, які пов'язують мої найстаріші роботи з моїми найновішими роботами. Нічого з цього не зроблено навмисно, але я точно це відчуваю». В інтерв’ю виданню The Seventh Hex Барретт сказав, що «це скоріше настрій, якого я хочу досягти, ніж конкретне звучання». Він посилався на нью-вейв 1980-х років як джерело натхнення, а також на Washed Out, якого Pitchfork назвав «хрещеним батьком чилвейву»: стилю електронної музики, до якого відносять Black Wing.
Барретт почав створювати музику як Black Wing у 2013 році, випустивши два демо на Bandcamp: одне з однойменною назвою та «My Body Betrayed Me». У червні 2015 року на пісню «My Body Betrayed Me» було знято музичне відео, і Баррет оголосив ... Is Doomed, дебютний альбом Black Wing, який вийшов 25 вересня 2015 року. Альбом сподобався критикам, хоча деякі вважали його слабким у порівнянні з його попередніми роботами. Сем Робінсон для Echoes and Dust сказав, що він освіжає, але нагадує його попередні роботи, а слухачі не повинні очікувати, що це буде «наступна велика віха» в дискографії Барретта. Томас Бренд для Beat був розчарований постановкою, але все ж похвалив кілька пісень, включаючи ближчу «If I Let Him In», яку він вважав найкращою роботою Барретта на сьогоднішній день. Tiny Mix Tapes висвітлили ту саму пісню, описавши її як «зворушливу, жахливу, згодом вибухову, жахливо пригнічену, але смиренну».
обговорюючи свій творчий процес для «No Moon»
Після ...Is Doomed п'ятьма роками пізніше вийшов другий альбом Black Wing No Moon. Створений під час пандемії COVID-19 і випущений 11 грудня 2020 року, він тематично темний і емоційний. No Moon передували три сингли: «Bollywood Apologetics», «Is This Real Life, Jesus Christ» і «Choir of Assholes / You Think It’ll Make You Happy But It Won’t». Як і його попередник, No Moon сподобався критикам, багато з яких казали, що він уникнув кількох недоліків ...Is Doomed. Наприклад, Брайан Розелер для Treblezine відзначив  продакшн альбому — те, що рецензенти назвали недоліком ...Is Doomed. Розелер завершив рецензію, зазначивши, що в цьому альбомі було менше ліричної інтенсивності, ніж у попередніх роботах Барретта, але це не зашкодило йому: «Це тріумф цілеспрямованого та навмисного дизайну, альбом, який народився під час пандемії та створений на основі пейзажу мрій». І навпаки, Олександру Смирнову з Beats Per Minute не сподобалася зміна стилю, і він вважає, що жодна пісня не виявилася незабутньою. Не дивлячись на це, альбом був названий компанією Bandcamp «Альбомом дня», а Кріс Кейт-Райт для Echoes and Dust назвав його фантастичним і сподівався, що наступний реліз вийде і висловив надію, що наступний реліз вийде швидше, ніж через п'ять років.

### Інші проєкти
Крім того, Барретт випускав музику під короткочасними псевдонімами та гуртами. Сюди входять релізи з іншим учасником Have a Nice Life Тімом Макугою під іменами Gate і Navhalr, які були постгардкорними та блек-метал- гуртами відповідно; як Married зі своєю дружиною Тао, яка випустила різдвяну музику; і як учасник гуртів In Pieces і The Cappuccino Jellybeans.

## Enemies List Home Recordings
Барретт, розмова з PopMatters про заснування Enemies List Home Recordings
У 2003 році Барретт заснував власний звукозаписний лейбл Enemies List Home Recordings, оскільки він хотів випустити музику для публіки, але не мав фінансових коштів для її розповсюдження через мейнстрім-лейбли. Лейбл був заснований виключно з метою випуску дебютного альбому Have a Nice Life Deathconsciousness, і тому він використовував його як особистий лейбл до 2010 року, після чого  дозволив надсилати заявки іншим гуртам. Лейбл випустив альбоми з Have a Nice Life; сольні проєкти Барретта Giles Corey та Black Wing; а також роботи не пов’язаних митців, зокрема Planning for Burial, Mamaleek, і Xasthur.

## Особисте життя
Барретт народився 16 березня 1980 року в Гластонбері, штат Коннектикут. Одружений, має дітей. Окрім музики, Барретт працює на звичайній роботі та має агентство з маркетингу нерухомості.

## Сольна дискографія

### Як Giles Corey
Студійні альбоми
| Назва             | Деталі альбому                                                                      | Прим.  |
| ----------------- | ----------------------------------------------------------------------------------- | ------ |
| Giles Corey       | - Дата виходу: 30 квітня 2011 р - Лейбл: Enemies List Home Recordings і The Flenser | [ 6 ]  |
| Deconstructionist | - Дата виходу: 25 серпня 2012 року - Лейбл: Enemies List Home Recordings            | [ 11 ] |

Живі альбоми
| Назва                         | Деталі альбому                                                           | Прим.  |
| ----------------------------- | ------------------------------------------------------------------------ | ------ |
| Live in the Middle of Nowhere | - Дата виходу: 27 лютого 2013 року - Лейбл: Enemies List Home Recordings | [ 14 ] |

Мініальбоми
| Назва         | Деталі мініальбому                                                                     | Прим.  |
| ------------- | -------------------------------------------------------------------------------------- | ------ |
| Hinterkaifeck | - Дата виходу: 21 лютого 2013 року - Лейбл: Enemies List Home Recordings і The Flenser | [ 13 ] |

### Як Black Wing
Студійні альбоми
| Назва        | Деталі альбому                                                                           | Прим.  |
| ------------ | ---------------------------------------------------------------------------------------- | ------ |
| ...Is Doomed | - Дата виходу: 25 вересня 2015 року - Лейбл: The Flenser та Enemies List Home Recordings | [ 25 ] |
| No Moon      | - Дата виходу: 11 грудня 2020 року - Лейбл: The Flenser                                  | [ 23 ] |

Сингли та демо
| Назва                                                             | Рік  | Альбом      | Прим.  |
| ----------------------------------------------------------------- | ---- | ----------- | ------ |
| «Black Wing»                                                      | 2013 | ..Is Doomed | [ 24 ] |
| «My Body Betrayed Me»                                             | 2013 | ..Is Doomed | [ 24 ] |
| «Bollywood Apologetics»                                           | 2020 | No Moon     | [ 18 ] |
| «Is This Real Life, Jesus Christ»                                 | 2020 | No Moon     | [ 29 ] |
| «Choir of Assholes / You Think It'll Make You Happy but It Won't» | 2020 | No Moon     | [ 30 ] |

### Інше
Мініальбоми
|                    | Деталі мініальбому                                                               | Прим.  |
| ------------------ | -------------------------------------------------------------------------------- | ------ |
| Drive 2 Soundtrack | - Вийшов під назвою «Dan Barrett and the Cruisers» - Лейбл: Випущений самостійно | [ 44 ] |